# Modgarby
Modgarby (Duits: Modgarben) is een plaats in het Poolse district  Kętrzyński, woiwodschap Ermland-Mazurië. De plaats maakt deel uit van de gemeente Barciany en telt 130 inwoners.